# Upyna
Upyna est un village de la Municipalité du district de Šilalė de l'Apskritis de Tauragė en Lituanie. En 2001, la population totale est de 445 habitants.

## Histoire
En 1941, 100 juifs de la ville sont assassinés dans une exécution de masse perpétré par un Einsatzgruppen. Un mémorial est construit sur le site du massacre.

## Galerie

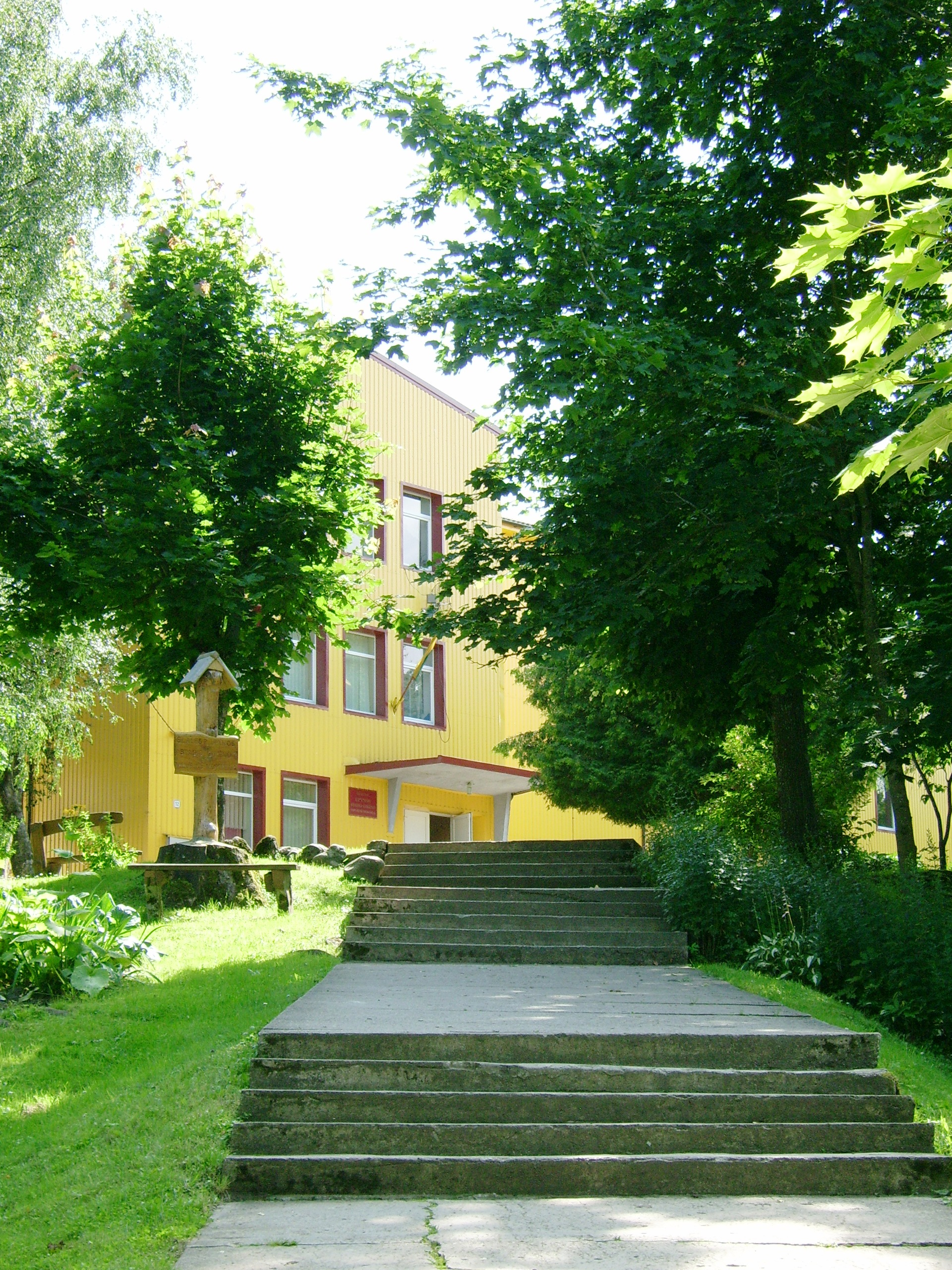
Ecole
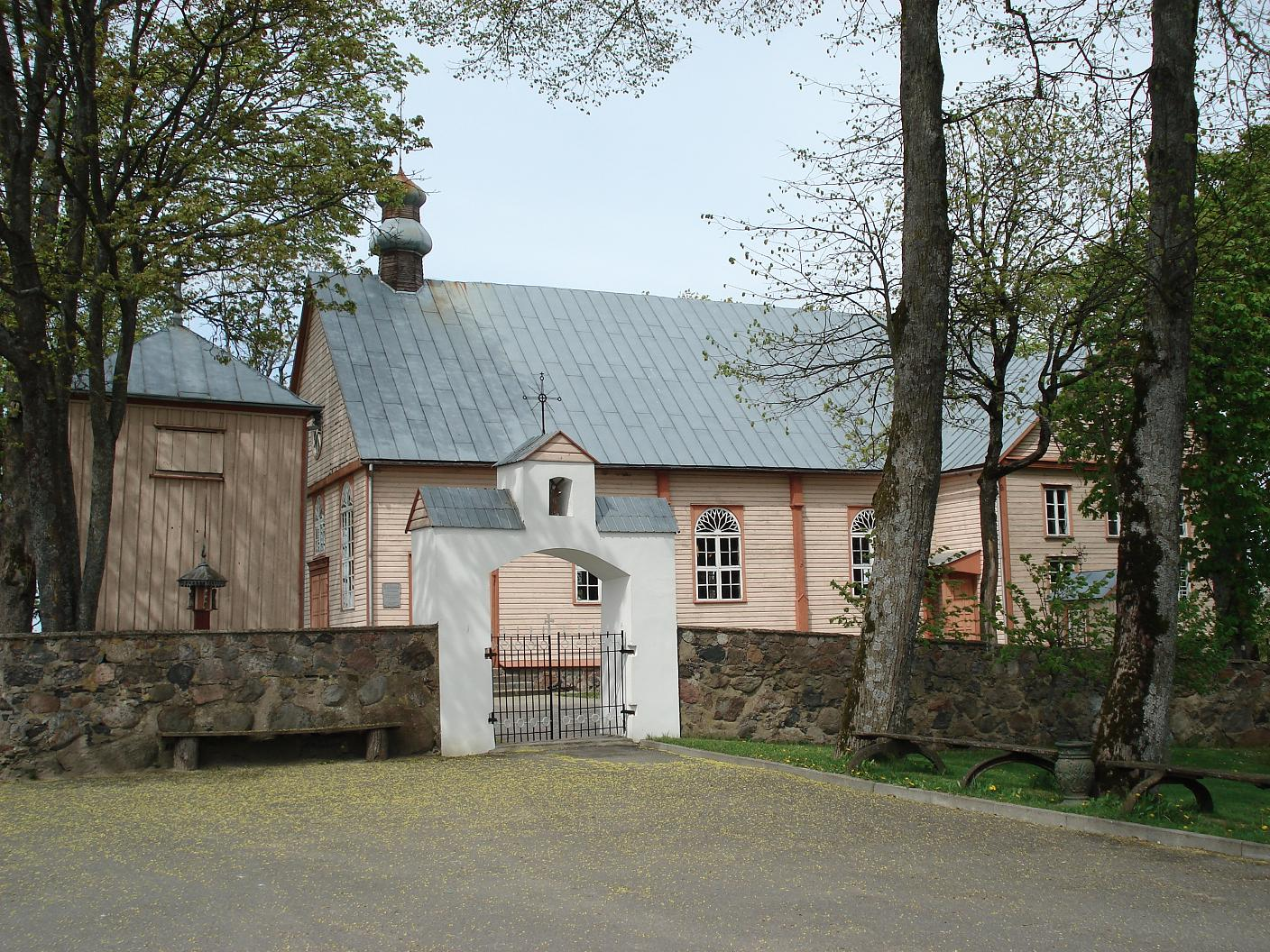
Eglise